# Brasão de armas da Arménia

Brasão de armas da Arménia

O brasão de armas da Arménia (português europeu) ou Armênia (português brasileiro) é composto por uma águia e um leão segurando um escudo. O brasão combina elementos simbólicos antigos e modernos da cultura arménia. A águia e o leão são antigos símbolos arménios que datam dos primeiros reinos que dominaram a região, na era pré-cristã.
O atual brasão foi adotado em 19 de abril de 1992 por uma decisão da Suprema Corte da Arménia. Em 15 de junho de 2006, a lei de Estado homologando o brasão foi aprovada pelo parlamento.
O escudo é constituído por vários componentes. No centro é representado com ondas prateadas o lago de Vã, a rodear o monte Ararate, no qual se encontra a Arca de Noé, onde atracou após o grande dilúvio do episódio bíblico. A rodear o monte Ararate, encontram-se os símbolos de dinastias ancestrais arménias. No lado inferior esquerdo, o símbolo da dinastia artáxida que governou no século I a.C. No lado superior esquerdo está o símbolo da dinastia Bagratúnio que governou na Idade Média entre os séculos VII e XI. Essa dinastia foi destruída pelo Império Bizantino e pelas invasões dos turcos seljúcidas do século XIX. Do lado superior direito, encontra-se o símbolo da primeira dinastia a reinar sobre a Arménia cristã, a Dinastia Arsácida. Esta dinastia governou do século I d.C. até ao ano de 428. No canto inferior direito, está o símbolo da Dinastia rubênida do Reino Arménio da Cilícia, um reinado que se expandiu entre os séculos XII e XII, sendo depois invadido pelos mamelucos e turcos do Império Otomano.
Desde então, outros povos dominaram a Arménia até 1918, em que a nação obteve um breve período de independência. O brasão de armas actual é originário do brasão dessa época em que a espada na base do brasão simboliza a luta do povo arménio pela liberdade e independência. Enquanto que ao lado desta, a pluma e as espigas de cereais simbolizam o talento criativo e o carácter pacífico.